# St. Peter und Paul (Berg)

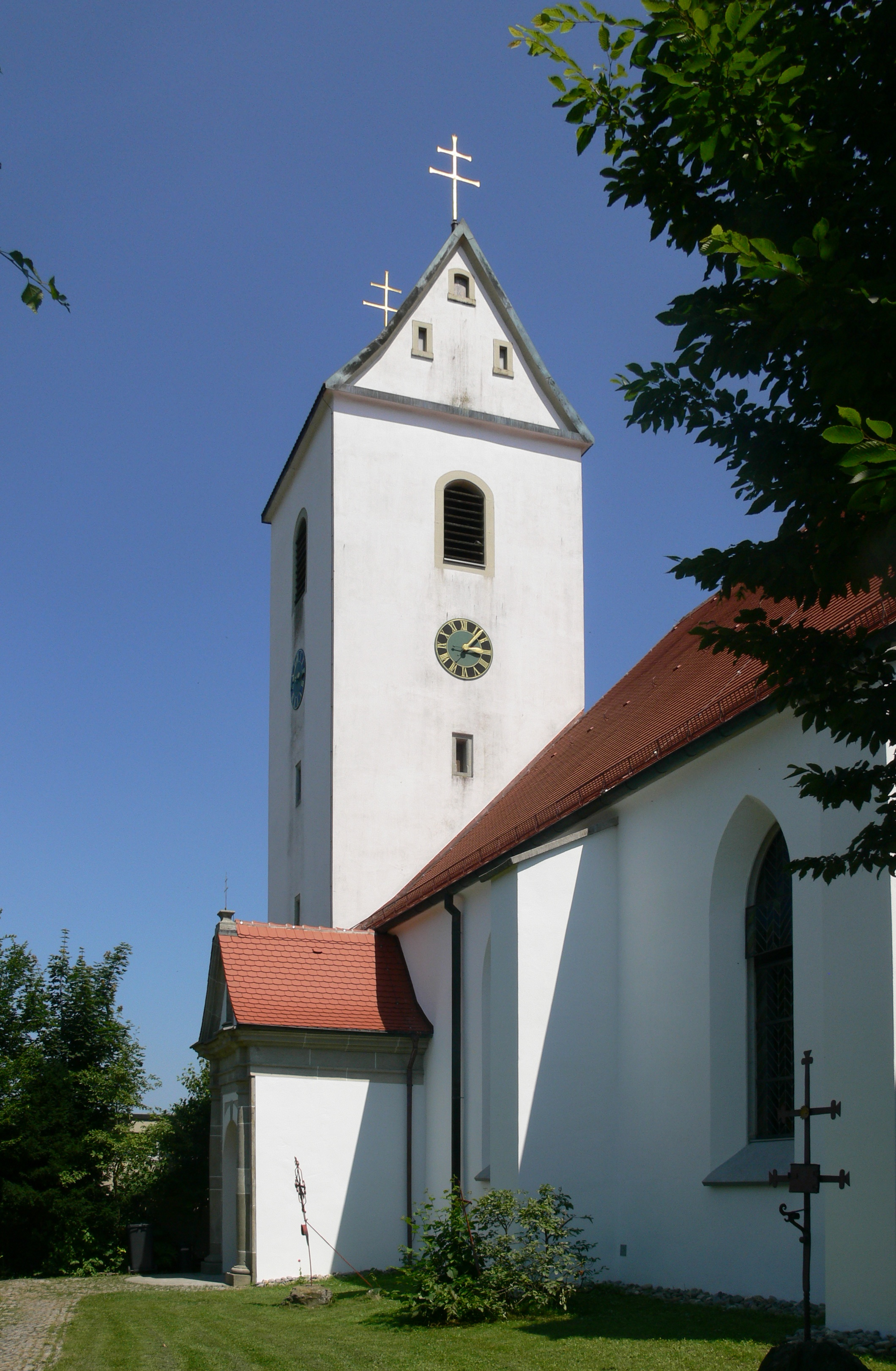
St. Peter und Paul in Berg

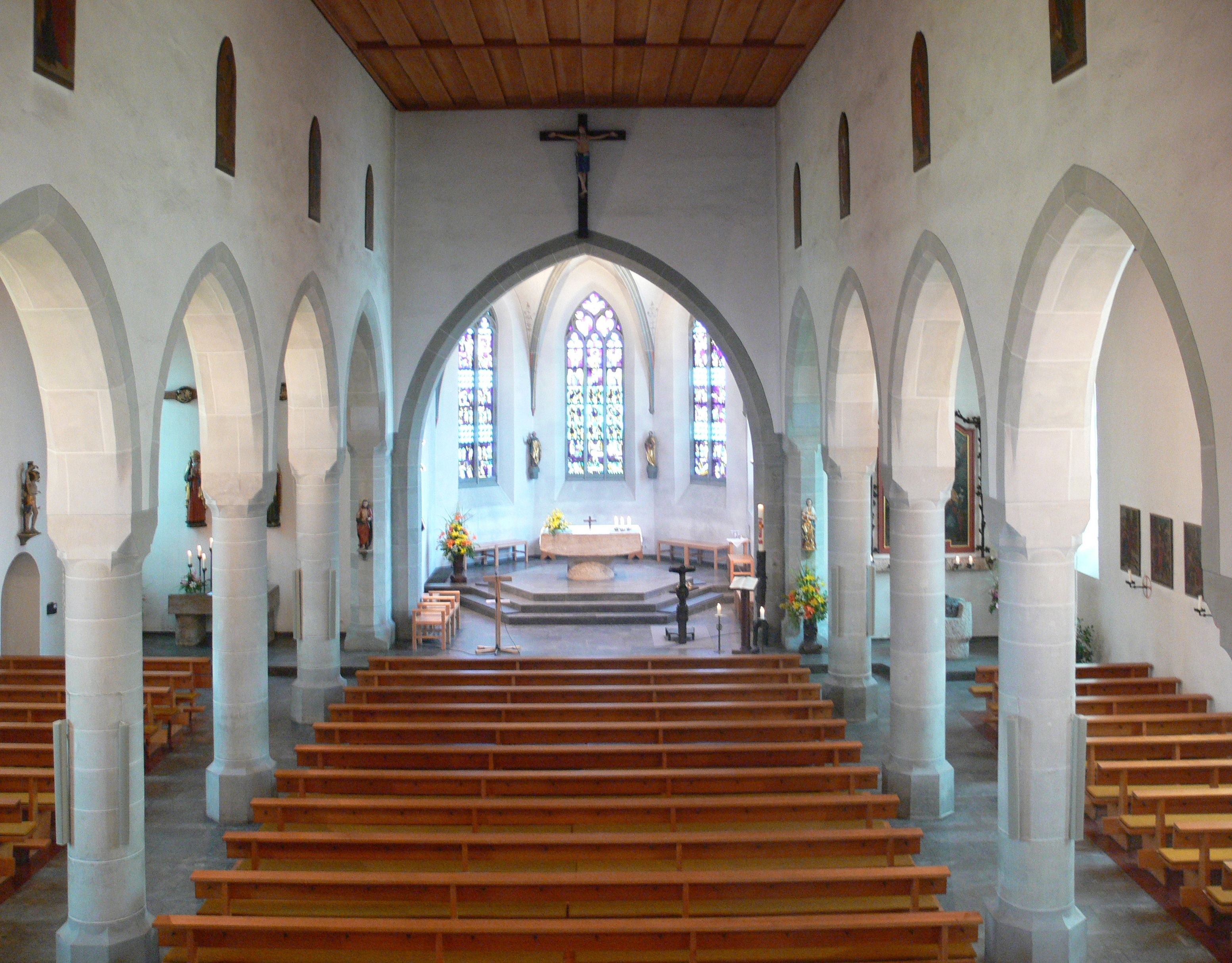
Innenraum (2008)

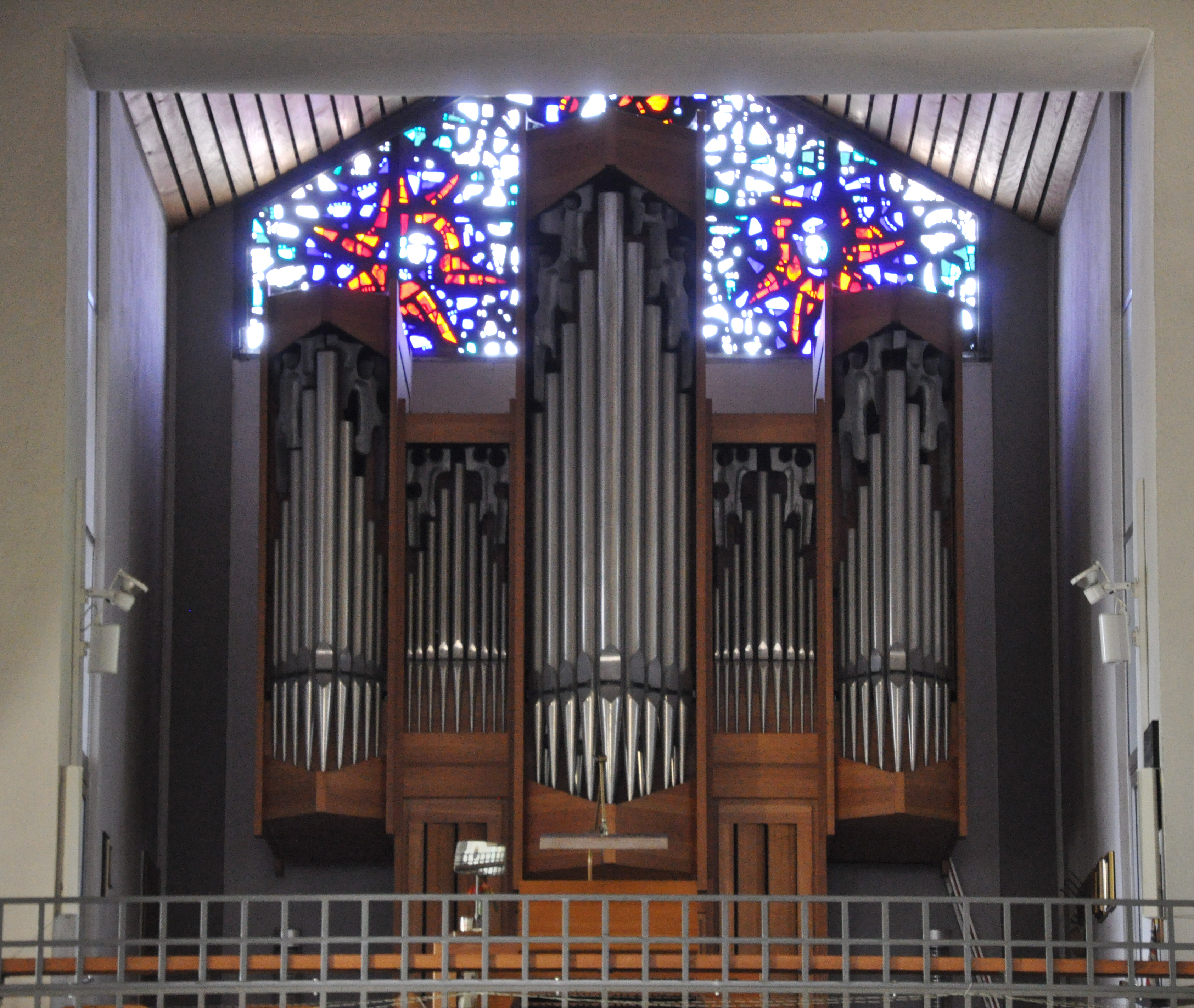
Die Orgel

Die römisch-katholische Pfarrkirche St. Peter und Paul steht in Berg, einer Gemeinde im Landkreis Ravensburg von Baden-Württemberg. Sie gehört zum Dekanat Allgäu-Oberschwaben der Diözese Rottenburg-Stuttgart. Die Kirche ist als Denkmal beim Landesamt für Denkmalpflege Baden-Württemberg eingetragen.

## Beschreibung
Die ursprüngliche romanische Basilika wurde durch eine Saalkirche ersetzt. Sie besteht aus einem Langhaus und einem 1472 gebauten, eingezogenen, dreiseitig geschlossenen Chor im Osten. Die Wände des Langhauses und des Chors werden von Strebepfeilern gestützt. Das Portal befindet sich in einem Anbau an der Nordostecke des Langhauses. 
Der Chorflankenturm wurde der Nordwand des Chors 1474 angefügt. Seine oberen Geschosse beherbergen die Turmuhr und den Glockenstuhl. Hier hängen vier Kirchenglocken der Glockengießerei Grüninger aus dem Jahr 1951 mit den Schlagtönen des' – f' – as' – b'. 
Zur Kirchenausstattung gehören eine um 1480 entstandene Kreuzigungsgruppe, eine Pietà von 1593 und spätgotische Statuen von Simon Petrus und Paulus. 
Die Orgel mit 24 Registern auf zwei Manualen und Pedal wurde 1976 von Winfried Albiez als Opus 21 gebaut.